# Kiki de Montparnasse
Kiki de Montparnasse, Kiki, właśc. Alice Ernestine Prin (ur. 2 października 1901 w Châtillon-sur-Seine, zm. 23 bądź 24 marca 1953 w Paryżu) – francuska aktorka, modelka, muza malarzy, przyjaciółka i kochanka znanych artystów tworzących w paryskiej dzielnicy Montparnasse w latach dwudziestych XX wieku, znana również jako piosenkarka kabaretowa. Nazywana także (fr.) Reine de la Montparnasse – Królową Montparnasse'u.

## Życiorys

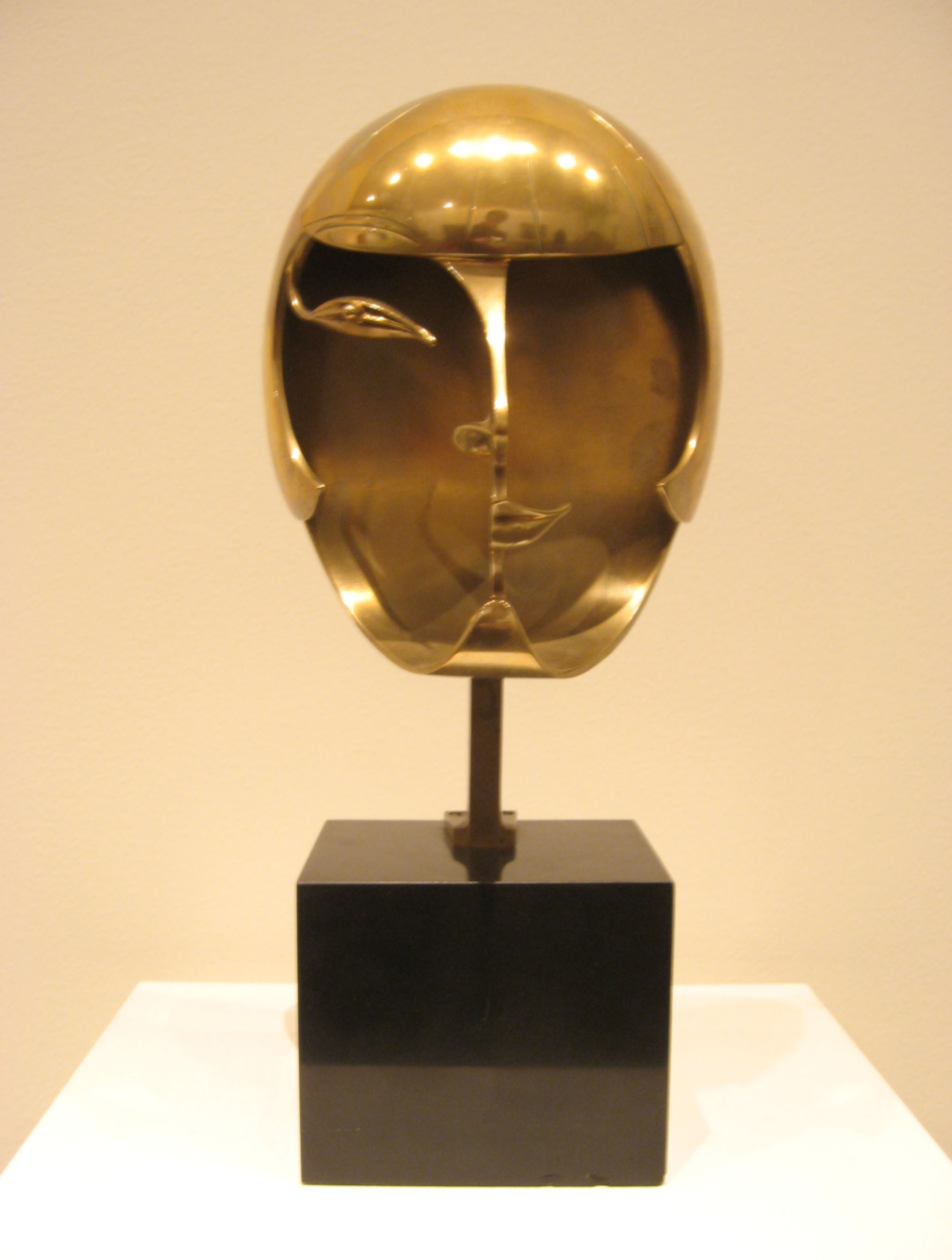
Kiki – rzeźba Pabla Gargallo z 1928, muzeum w Luwrze

### Dzieciństwo
Urodziła się jako nieślubne dziecko Marii Prin, która aby uniknąć skandalu wyjechała na czas ciąży z Paryża, a nowo narodzoną córkę oddała na wychowanie swojej matce żyjącej na prowincji. Niestety matka nie łożyła na wychowanie Alice, toteż dziewczynka wychowała się w wyjątkowo trudnych warunkach. Gdy córka ukończyła dwanaście lat, Maria zabrała ją z Châtillon do Paryża, aby ją wykształcić, jednak Alice miała trudności z nauką, toteż po roku została relegowana ze szkoły, następnie została stażystką, a po roku zaczęła pracować.
W 1916 roku Maria Prin poznała o jedenaście lat starszego mężczyznę, dwa lata później poślubiła go. W 1917 roku, mając 16 lat, Alice zaczęła pracować w piekarni, aby utrzymać całą rodzinę. Niestety matka i jej mąż trwonili zarobione przez nią pieniądze, a nawet okradali Alice z niewielkich oszczędności. W przypadkowy sposób Alice Prin została modelką pozującą nago paryskiemu rzeźbiarzowi. Matka, poznawszy źródło dodatkowych zarobków córki, weszła z nią w konflikt, w wyniku którego Alice wyprowadziła się i zaczęła żyć samodzielnie.

### Kariera
Po 1918 roku związana z pochodzącym z Łodzi artystą Maurycym Mędrzyckim, który jako jeden z pierwszych artystów malował akty Kiki. W 1921 poznała Mana Raya, który uznał ją za ucieleśnienie ideału kobiecości. Wkrótce stała się jego muzą i kochanką – Ray stworzył setki jej wizerunków. Później Man Ray wielokrotnie próbował usankcjonować ich związek, ale Alice (zwana już wtedy Kiki) nie była tym zainteresowana. Za sprawą Raya Alice przestała używać swojego prawdziwego imienia i zaczęła przedstawiać się jako Kiki. Dzięki niezwykłej osobowości szybko wkupiła się w łaski paryskiej bohemy i stała się jej nieodłączną częścią. Bywała w modnych kawiarniach, poznała uznanych wówczas twórców, była popularna. Pewnego wieczoru zastąpiła nieobecną szansonistkę i tak zaczęła się jej przygoda z kabaretem. Jej znakiem rozpoznawczym było czarne boa, podwiązki i wulgarny repertuar, którego śmiałość budziła entuzjazm. W 1929 Kiki opublikowała swój pamiętnik, który stał się przyczyną głośnego skandalu i dopiero w 1996 został oficjalnie dopuszczony do druku w Stanach Zjednoczonych. Wstęp do pamiętnika napisali Ernest Hemingway i Tsuguharu Foujita. Na początku lat trzydziestych kupiła upadający kabaret i nadała mu nazwę "Chez Kiki" ("U Kiki"). Wtedy też przylgnęło do niej określenie Królowa Montparnasse'u. Z licznych opresji ratował ją humor i optymizm. W połowie lat trzydziestych środowisko artystyczne Paryża zaczęło się zmieniać, z czym Kiki nie potrafiła się pogodzić. Jej dawni kochankowie założyli rodziny i zaczęli wieść stateczne życie, zaś Kiki miała kłopoty finansowe i popadła w alkoholizm.
W 1940 wyjechała z Paryża, uciekając przed wkraczającymi do miasta wojskami niemieckimi.

### Śmierć
Zmarła mając 52 lata w wyniku powikłań choroby alkoholowej i wskutek wyniszczenia organizmu przez narkotyki. Pogrzebowi na Cimetière parisien de Thiais towarzyszyli znani artyści i tłumy mieszkańców. Na jej grobie wykuto napis „Kiki, 1901–1953, piosenkarka, aktorka, malarka, Królowa Montparnasse’u”. Tsuguharu Fujita podczas mowy pogrzebowej powiedział, że razem z Kiki zostają pochowane na zawsze najchwalebniejsze dni Montparnasse’u. Na jej cześć jedną z odmian dalii nazwano Kiki.

## Twórczość
Kiki pozowała wielu wybitnym twórcom, do których należeli m.in. Chaim Soutine, Julian Mandel, Tsuguharu Fujita, Moïse Kisling, Francis Picabia, Jean Cocteau, Arno Breker, Alexander Calder, Per Krohg, Hermine David, Pau Gargallo, Mayo i Tono Salazar.
Najsławniejszym wizerunkiem Kiki jest dzieło Mana Raya „Le violon d'Ingres” – fotografia nagiej kobiety siedzącej tyłem, która ma w plecach otwory podobne do wiolonczeli.

## Filmografia
- 1923: L'Inhumaine, Marcel L’Herbier
- 1923: Le Retour à la raison, Man Ray, krótkometrażowy
- 1923: Entr'acte, René Clair, krótkometrażowy
- 1923: La Galerie des monstres, Jaque Catelain
- 1924: Ballet Mechanique, Fernand Léger, krótkometrażowy
- 1926: Emak Bakia, Man Ray, krótkometrażowy
- 1928: L’Étoile de mer, Man Ray
- 1928: Paris express / Souvenirs de Paris, Pierre Prévert et Marcel Duhamel, krótkometrażowy
- 1930: Le Capitaine jaune, Anders Wilhelm Sandberg
- 1933: Cette vieille canaille, Anatol Litvak